# Солопай Анатолій Макарович
Солопай Анатолій Макарович — український кінооператор. Член Національної Спілки кінематографістів України.
Народ. 19 вересня 1948 р. в с. Костянтинівка Миколаївської обл. 
Закінчив Київський державний інститут театрального мистецтва ім. І. Карпенка-Карого (1975).
На кіностудії «Київнаукфільм» зняв кінокартини: «Табірний пил» (1990, реж. Г. Давиденко); серія «Моя адреса — Соловки» (реж. Л. Анічкін): «Пастка» (1991), «Тягар мовчання», «Не вдарте жінку навіть квіткою», «Навіщо перекладати Вергілія?» (1992); «Жезл» (1992), «Тверді мелодії» (1993, «Укркінохроніка»); стрічки «Там, на горі, січ іде. Фільм 9», «Гартуючи юнацтво. Фільм 10», «З полону — за волю. Фільм 11», «Останні лицарі. Фільм 12» в документальному циклі «Невідома Україна. Золоте стремено» (1993); стрічки «Останній злет. Фільм 49», «Анатема. Фільм 52» і «Пилип Орлик. Пакти конституції. Фільм 58» в документальному циклі «Невідома Україна. Нариси нашої історії» (1993); «Шевченко. Спадщина» (1994, реж. Л. Анічкін), «Тарас Шевченко. Надії» (1996, реж. Л. Анічкін), «Хороспів українців» (2001, у співавт. з О. Засєєвим), «Ще як були козаками. У колі першім» (2002, у співавт. з А. Гавриловим) та ін.